# Comuna Hrabovske, Krasnopillea
Hrabovske (în ucraineană Грабовське) este o comună în raionul Krasnopillea, regiunea Sumî, Ucraina, formată din satele Hrabovske (reședința) și Vîsoke.

## Demografie
Componența lingvistică a comunei Hrabovske
     Ucraineană (92,55%)
     Rusă (7,05%)
     Alte limbi (0,13%)
Conform recensământului din 2001, majoritatea populației comunei Hrabovske era vorbitoare de ucraineană (92,55%), existând în minoritate și vorbitori de rusă (7,05%).